# Montes (Alcobaça)
Montes é uma povoação portuguesa do Município de Alcobaça que foi sede da extinta Freguesia de Montes, freguesia que tinha 5,45 km² de área e 589 habitantes (2011), e, por isso, uma densidade populacional de 108,1 hab/km².
A Freguesia de Montes foi extinta (agregada), em 2013, no âmbito de uma reforma administrativa nacional, tendo sido agregada às Freguesias de Cós e Alpedriz, para formar uma nova freguesia denominada União das Freguesias de Cós, Alpedriz e Montes com sede em Cós.
A sua localização, o ambiente, a inexistência de indústrias poluidoras e as vistas que se podem desfrutar fazem de Montes um bom lugar para viver ou para visitar.[carece de fontes?]

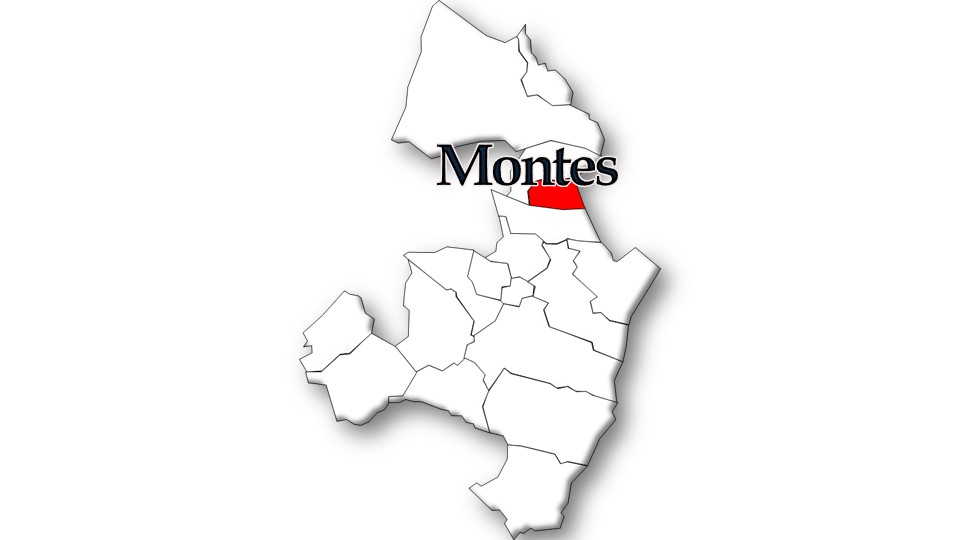
Localização no município de Alcobaça

## População
| População da freguesia de Montes | População da freguesia de Montes | População da freguesia de Montes | População da freguesia de Montes | População da freguesia de Montes | População da freguesia de Montes | População da freguesia de Montes | População da freguesia de Montes | População da freguesia de Montes | População da freguesia de Montes | População da freguesia de Montes | População da freguesia de Montes | População da freguesia de Montes | População da freguesia de Montes | População da freguesia de Montes |
| -------------------------------- | -------------------------------- | -------------------------------- | -------------------------------- | -------------------------------- | -------------------------------- | -------------------------------- | -------------------------------- | -------------------------------- | -------------------------------- | -------------------------------- | -------------------------------- | -------------------------------- | -------------------------------- | -------------------------------- |
| 1864                             | 1878                             | 1890                             | 1900                             | 1911                             | 1920                             | 1930                             | 1940                             | 1950                             | 1960                             | 1970                             | 1981                             | 1991                             | 2001                             | 2011                             |
|                                  |                                  |                                  |                                  |                                  |                                  |                                  |                                  |                                  |                                  |                                  |                                  | 745                              | 699                              | 589                              |

Criada pela lei nº 73/89  , de 28 de Agosto, com lugares desanexados da freguesia de Alpedriz

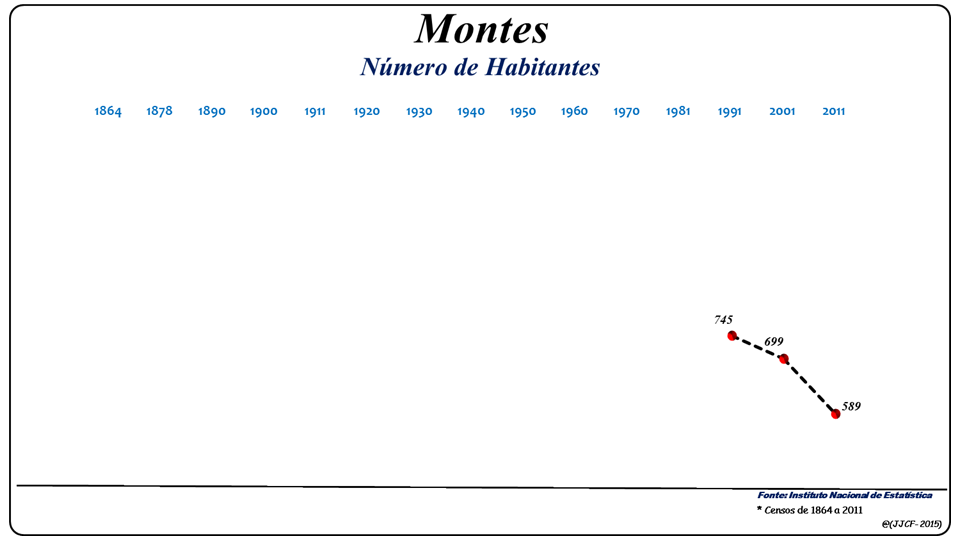
Evolução da População (1864 / 2011)

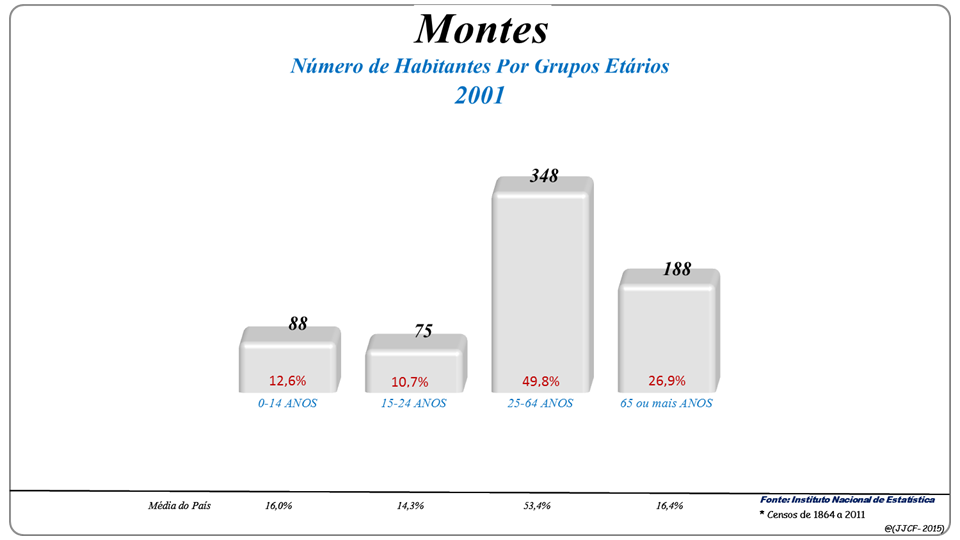
Grupos Etários (2001 e 2011)

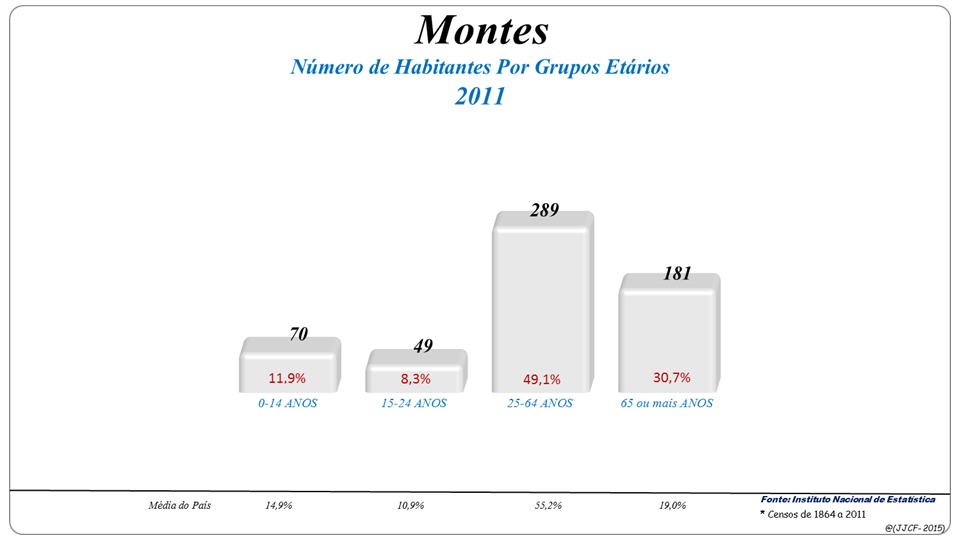
Grupos Etários (2001 e 2011)

## História
Nos finais do século passado, o cultivo da vinha foi substituído pela fruticultura.

## Infraestruturas
Existe uma colectividade de cultura e recreio que para além do edifício sede possui um parque desportivo para a prática de vários desportos.
Na área social existe o centro de bem-estar social que presta apoio a cerca de 35 idosos de Montes e outras freguesias, tendo ainda centro de dia para 14 pessoas, sala de prolongamento da pré-primária e tempos livres para cerca de 35 crianças.

## Festividades
Nos Montes realizam-se festas tradicionais em honra dos santos padroeiros:
- São Vicente - em Janeiro
- Santa Marta - em Junho

As festas de aniversário da Associação Recreativa Montense são realizadas durante o mês de Julho.
Realizou-se durante vários anos uma feira denominada Feira da Fruta.